# Kurzorová šipka

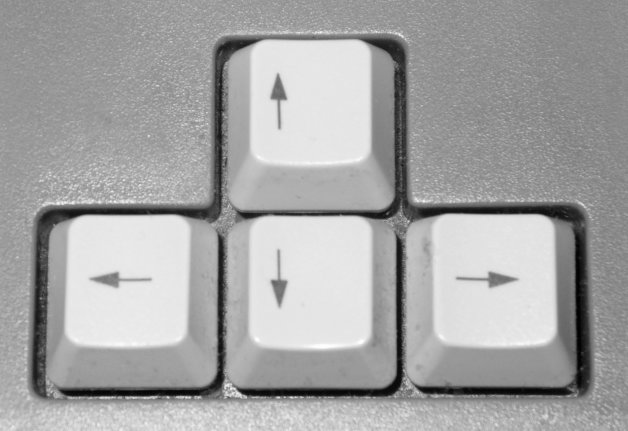
Kurzorové šipky

Kurzorovými šipkami se rozumí čtveřice kláves na klávesnici počítače opatřené šipkami, kterými se při editaci textu ovládá kurzor. Klávesy slouží i k dalším účelům a nalezneme je i na některých z dalších typů zařízení jako jsou PDA, chytré telefony či herní konzole.

Typická poloha

Kurzorové šipky jsou obvykle umístěné vpravo dole vedle hlavního bloku kláves s písmeny, v případě plnohodnotné klávesnice na stolních počítačích obvykle mezi klávesami 'Ctrl' a '0' tj. nulou číselné části klávesnice. Na přenosných počítačích, které pro svoji velikost numerickou klávesnici postrádají, jsou kurzorové šipky většinou umístěny v pravém dolním rohu.
Tyto klávesy slouží primárně k ovládání pohybu textového kurzoru ve čtyřech základních směrech. Často jsou také používány v počítačových hrách, i když jejich použití v této oblasti již není tak časté jako dříve, neboť dnes se mnohem častěji používají pro pohyb 4 základními směry klávesy WASD – kvůli lepší dostupnosti okolních kláves (Q, Y, TAB, …) pro další funkce (nahnutí se, přikrčení, "turbo" apod.)